# استیون تی. برامول
استیون تی. برامول (انگلیسی: Steven T. Bramwell؛ زادهٔ ۷ ژوئن ۱۹۶۱) یک فیزیک‌دان و شیمی‌دان اهل بریتانیا است.
وی همچنین برنده جوایزی همچون جایزه هول‌وک شده است.